# Niwnica
Niwnica (niem. Neunz) – wieś w Polsce położona w województwie opolskim, w powiecie nyskim, w gminie Nysa.
Niwnica to wieś położona w południowej części gminy Nysa. Sąsiaduje z pięcioma wsiami Wyszków Śląski, Domaszkowice, Wierzbięcice, Hajduki Nyskie i Kępnica. Istotnym walorem położenia wsi jest bliskie sąsiedztwo miasta Nysy, oddalonego około 4 km. Przez Niwnicę przechodziła droga krajowa DK41 Nysa – Prudnik, po wybudowaniu obwodnicy Nysy omija ona wieś, a droga przebiegająca przez wieś otrzymała oznaczenie DW489.
Wieś liczy 751 mieszkańców (2013). We wsi Niwnica jest ogółem 45 gospodarstw indywidualnych, 15 gospodarstw od 2 do 5 ha, a pozostałe to nieruchomości do 1 ha.
Niwnica leży na Nizinie Śląskiej w pobliżu Sudetów Wschodnich. Krajobraz jest mocno urozmaicony. Charakter roślinności to efekt przekształceń środowiska przez gospodarkę człowieka. Większość lasów została zastąpiona przez użytki rolne i tereny zabudowane ze specyficzną roślinnością synantropijną i obcego pochodzenia. Dominują tu zbiorowiska związane przede wszystkim z gruntami ornymi.
W latach 1954–1972 wieś należała i była siedzibą władz gromady Niwnica. W latach 1975–1998 miejscowość administracyjnie należała do ówczesnego województwa opolskiego.

## Nazwa
W 1475 roku w łacińskich statutach Statuta Synodalia Episcoporum Wratislaviensium miejscowość wymieniona jest w zlatynizowanej staropolskiej formie Newnicz.

### Zabytki
Do wojewódzkiego rejestru zabytków wpisane są:
- kościół par. pw. Podwyższenia Krzyża, z XV w., 1642 r., 1858 r.
- zbiorowa mogiła ofiar hitlerowskich, na cmentarzu rzym.-kat.
- dwór sołtysi, obecnie dom nr 23, z 1618 r., XIX w.
- dom nr 15, z 1830 r.